# Beyond Witch Mountain
Beyond Witch Mountain is een film uit 1982 van Walt Disney Productions. Het is het derde deel uit de Witch Mountain-franchise en werd voorafgegaan door Return from Witch Mountain (1978) en Escape to Witch Mountain (1975). 

## Rolverdeling
| Acteur              | Personage             | Opmerkingen                                                      |
| ------------------- | --------------------- | ---------------------------------------------------------------- |
| Eddie Albert        | Jason O'Day           | Is enige acteur die terugkeerde om de rol van garagist te spelen |
| Tracey Gold         | Tia                   | in eerste film gespeeld door Tracey Gold                         |
| Andy Freeman        | Tony                  | in eerste film gespeeld door Ike Eisenmann                       |
| Efrem Zimbalist Jr. | Bolt                  | in eerste film gespeeld door Ray Milland                         |
| J.D. Cannon         | Deranian              |                                                                  |
| Noah Beery Jr.      | oom Bené              | in eerste film gespeeld door Noah Beery Jr.                      |
| Stephanie Blackmore | Dr. Adrian Molina     |                                                                  |
| Peter Hobbs         | Dr. Peter Morton      |                                                                  |
| Eugene Dynarski     | Lawrence              |                                                                  |
| William Bassett     | Lowell Roberts        |                                                                  |
| James Luisi         | Voorman               |                                                                  |
| Hettie Lynne Hurtes | vrouwelijke chauffeur |                                                                  |
| Eric Aved           | Gregory               |                                                                  |
| Kirk Cameron        | Boy                   |                                                                  |

## Tegenstrijdigheden
Het is niet echt duidelijk of de film zich afspeelt na de gebeurtenissen van Return from Witch Mountain of zich afspeelt tussen de eerste en tweede film. In ieder geval: hoe men het keert of draait, er blijven tegenstrijdigheden waaronder:
- Tony had in de eerste twee films niet de gave om via telepathie te communiceren.
- Tia en Tony hebben terug de leeftijd van in de eerste film.
- Oom Bené is volgens de tweede film nog levend. In de derde film, waar Tia en Tony jonger zijn, overlijdt hij.

## Verhaal
Tia en Tony vergezellen hun oom Bené terug naar de Aarde. Sinds hun oorspronkelijke thuisplaneet onleefbaar is geworden, zijn velen van hen naar de Aarde gevlucht. Ondertussen heeft de gemeenschap een nieuwe planeet gevonden en trachten zij achtergebleven personen op te halen. Nu is het drietal specifiek op zoek naar Gregory, een kleinzoon van oom Bené, die destijds Witch Mountain niet had gevonden. Eens op aarde raadt Oom Bené Tony en Tia aan om terug te keren naar hun thuisplaneet terwijl hij naar zijn kleinkind zoekt. Zij weigeren. Niet veel later sterft Bené ten gevolge van zijn ouderdom en zetten Tony en Tia de zoektocht naar Gregory verder.
Tia en Tony zoeken Jason O' Day op die bereid is om te helpen. Echter is Aristotle Bold er reeds achter gekomen dat Tia en Tony terug op aarde zijn en gaf hij Deranian al de opdracht om garagist Jason O'Day te schaduwen. Tia, Tony en Jason starten de zoektocht. Wanneer zij onderweg stoppen om inkopen te doen, wordt Jason door Deranian en Bolt ontvoerd. Ze voeren hem dronken en achterhalen zo waar de kinderen zich bevinden. Deze laatste weten reeds via hun bovennatuurlijke krachten dat O'Day zich in het huis van Bolt bevindt en starten daarom een reddingsactie. Eerder toevallig belanden ze in het hospitaal waar Gregory wordt behandeld na een ongeluk tijdens een schooluitstap. Ze vertellen Gregory over zijn werkelijke identiteit. Gregory wordt overgebracht naar de huidige thuisplaneet van Tia en Tony. Deze laatsten beslissen om op Aarde te blijven en om op zoek te gaan naar andere overlevenden.